# Hagenburg
Hagenburg è un comune mercato di 4.502 abitanti della Bassa Sassonia, in Germania.
Appartiene al circondario (Landkreis) di Schaumburg (targa SHG) ed è parte della comunità amministrativa (Samtgemeinde) di Sachsenhagen.